# Самсон и Далила (опера)
«Самсо́н и Дали́ла» (фр. Samson et Dalila) — опера Камиля Сен-Санса в трёх действиях на ветхозаветный сюжет (Книга Судей, XVI).
Либретто — Фердинанд Лемер. Первая постановка — Веймар, 2 декабря 1877 г. в немецком переводе, в театре герцога.
Самая популярная опера композитора, единственная не сходящая со сцен современных оперных театров. Партия Далилы — одна из технически удобных для исполнения и поэтому востребованных партий для меццо-сопрано в музыке.

## История создания. Первые постановки
Сен-Санс начал работать над «Самсоном и Далилой» в 1867 году, предполагая написать ораторию. Но его либреттист, Лемер, убедил его в театральном потенциале произведения. Франц Лист предложил поставить её в Веймаре, где он работал музыкальным директором при космополитичном, прогрессивном и весьма музыкальном дворе великого герцога. Мировая премьера оперы (с либретто в немецком переводе) состоялась в веймарском Grossherzogliches Theater (ныне Немецкий национальный театр в Веймаре) 2 декабря 1877 года. В письме от 20 января 1882 года к г-же Ш. Тардьё Ф. Лист писал:
Любовные сцены на библейский сюжет в театре меня шокируют за исключением "Далилы" нашего чудесного и доблестного друга Сен-Санса, сочинившего великолепный любовный дуэт и совершенно кстати, ибо Далила и Самсон должны были беситься от любви, тогда как в "Магдалине" и "Иродиаде" Массне это было лишь театральной условностью.
Во Франции же эта опера, как написанная на библейский сюжет, имела большие проблемы с постановкой. В самом начале Полина Виардо как-то даже устроила в своем доме частное представление, чтобы заинтересовать директора парижской оперы. Аккомпанировал сам Сен-Санс, но их совместные усилия остались безуспешными. На самом деле, оперу не слышали во Франции до 1890 года — до премьеры на сцене провинциального Руана. К этому времени Полина Виардо, которая боролась за эту постановку и для которой это произведение, в сущности, было написано и которой оно было посвящено, оказалась уже слишком старой, чтобы исполнять партию Далилы. Парижская премьера, в подготовке которой участвовал сам композитор, состоялась 23 ноября 1892 года в Гранд-опера (дирижёр Эдуар Колонн). Он же дирижировал российской премьерой оперы, которая состоялась в Петербурге в 1893 году.
В Лондоне постановке оперы препятствовал министр двора лорд Роберт Винн-Карингтон, но всё же она была исполнена в виде оратории, как первоначально и задумывал автор.

## Содержание оперы
Действие происходит в городе Газа в Палестине в 1150 г. до н. э.

### Действующие лица
- Далила — сопрано или меццо-сопрано.
- Самсон — тенор
- Верховный жрец Дагона — баритон
- Абемелех, газский сатрап — бас
- Старый иудей — бас
- Гонец филистимлян — тенор
- Первый филистимлянин — тенор
- Второй филистимлянин — бас
- Иудеи, филистимляне
- Хорафа, филистимлян - бас

### Синопсис
В первом действии иудеи, возглавляемые богатырём Самсоном, изгоняют филистимлян из Газы. Филистимлянка Далила собирается отомстить и знакомится с Самсоном, притворяясь влюбленной, а он не в силах противостоять её обаянию. Во втором действии Самсон открывает ей тайну своей силы, находящейся в волосах, и она обрезает его волосы. Соотечественники соблазнительницы захватывают обессилевшего врага. В третьем действии выведенный из темницы Самсон, после пыток и ослепления, обрушивает храм Дагона на своих мучителей.

## Хиты
- Mon coeur s’ouvre à ta voix — ария Далилы (II акт)
- Printemps qui commence — ария Далилы (I акт)
- Bacchanalia — «Вакханалия» (III акт)

## Постановки
Опера неоднократно ставилась на многих европейских сценах. Среди спектаклей конца XX века: постановка Венской оперы (1990, режиссёр Г. Фридрих; А. Бальтса — Далила), парижской Оперы Бастилии (1991, В. Атлантов — Самсон)

### Постановки в России
В России опера впервые прозвучала в 1893 г. в Петербурге в исполнении французской труппы под управлением дирижёра Эдуара Колонна. Через три года, 19 ноября 1896 г. опера была поставлена в петербургском Мариинском театре (М. Славина — Далила, И. Ершов — Самсон, Л. Яковлев, И. Тартаков — Верховный жрец). В 1901 г. прошла постановка в Москве, на сцене Нового театра, под управлением того же Э. Колонна. Затем опера шла на многих сценах России вплоть до постановки в Свердловске в 1927 году.
В 1950 году постановку «Самсона и Далилы» начал готовить Большой театр, новую редакцию либретто осуществил Нил Бирюков. Однако Отдел пропаганды и агитации ЦК ВКП(б) подверг эту идею резкой критике, расценив оперу как «идеологически сомнительную», а её возможную постановку — как вероятный «стимул для разжигания сионистских настроений среди еврейского населения»; после вмешательства партийных органов работа над оперой была прекращена, сохранились отдельные эскизы к оформлению оперы, выполненные Тамарой Старженецкой.
2 декабря 2003 г. состоялась премьера Мариинского театра (дирижёр — В. Гергиев; О. Бородина — Далила).
21 июля 2024г. в рамках петербургского ежегодного фестиваля "Опера всем", представления которого проходят на фоне старинных архитектурных ансамблей города и пригородов, состоялась постановка оперы на плацу Большого дворца в городе Гатчина. Действие перенесено в Древний Рим и представляет гонения на первых христиан, и суровые стены дворца, с трёх сторон, окружающие сцену на открытом воздухе, призваны напоминать римский амфитеатр. Музыкальный руководитель фестиваля и дирижёр спектакля - 
художественный руководитель Санкт-Петербургского Музыкального театра им. Ф. И. Шаляпина Фабио Мастранджело,  режиссер-постановщик  народный артист России Георгий Исаакян, художник-постановщик Юлия Гольцова,
Балетмейстер Сергей Нарышев.
Балет Музыкального театра имени Ф.И.Шаляпина, Симфонический оркестр Музыкального театра им. Ф.И.Шаляпина «Северная Симфония», Хоровая коллегия Санкт-Петербурга, художественный руководитель Николай Романов,
ответственный концертмейстер Алла Шмелёва, приглашенный солист Мариинского театра Джованни Рибикезу, солист Мариинского театра Павел Шмулевич, солистка Михайловского театра Олеся Петрова, лауреат международных конкурсов Кирилл Жаровин
Финалист I Международного конкурса молодых оперных исполнителей имени Фёдора Шаляпина, солист театра «Санкт-Петербургъ Опера» Артём Савченко.

## Избранная дискография
- Далила — Мария Максакова, Самсон — Никандр Ханаев, Верховный жрец — Владимир Прокошев, Старый иудей — Сергей Красовский, Абемелих — Иван Петров, хор и оркестр Большого театра, дирижёр — Александр Мелик-Пашаев, 1946 год.
- Далила — Элен Бувье, Самсон — Жозе Луччони, Верховный жрец — Поль Кабанель, Старый иудей — Анри Меду, Абемелих — Шарль Камбон, хор и оркестр театра «Гранд-опера», дирижёр — Луи Фурестье, 1946 год.
- Далила — Мария Каллас, 1961 год
- Далила — Рита Горр, Самсон — Джон Викерс, хор и оркестр Парижской оперы, дирижёр — Жорж Претр, 1962 год
- Далила — Елена Черней, Самсон — Людовик Шписс, Верховный жрец — Дан Иорданеску, Старый иудей — Василий Молдовяну, Абемелих — Константин Думитру, хор и оркестр Румынского радио и телевидения, дирижёр — Курт Адлер, 1969 год.
- Далила — Ширли Верретт, Самсон — Ришар Кассили, хор и оркестр театра «Ла Скала», дирижёр — Жорж Претр, 1970-е гг.
- Далила — Елена Образцова, Самсон — Пласидо Доминго, Верховный жрец — Ренато Брузон, Абемелих — Пьер Тау, Старый иудей — Роберт Ллойд, хор, Оркестр Парижа, дирижёр — Даниэль Баренбойм, 1979 год.

## Видеозаписи
- Далила — Ширли Верретт, Самсон — Пласидо Доминго, хор и оркестр «San Francisco Opera», дирижёр Юлиус Рудель (1981 год).
- Далила — Ширли Верретт, Самсон — Джон Викерс, хор и оркестр «Ковент-Гарден», дирижёр Колин Девис (1981 год).
- Далила — Ольга Бородина, Самсон — Пласидо Доминго, Верховный жрец — Сергей Лейферкус, Абамелих — Ричард Пол Финк, Старый иудей — Рене Папе, хор и оркестр «Метрополитен-Опера», дирижёр — Джеймс Ливайн, Постановка оперы приурочена к 30-летию Пласидо Доминго на сцене Метрополитен-Опера (1998 год)[8].
- Далила — Элина Гаранча, Самсон — Роберто Аланья, Верховный жрец — Лоран Наури, хор и оркестр «Метрополитен-Опера», дирижёр — Марк Элдер, 20 октября 2018 года[9].

## В астрономии
В честь главной героини оперы назван астероид (560) Делила, открытый в 1905 году.